# Isopogon divergens
Isopogon divergens (лат.) — кустарник, вид рода Изопогон (Isopogon) семейства Протейные (Proteaceae), эндемик юго-западного региона Западной Австралии. Кустарник с перистыми листьями и сферическими цветочными головками розовых цветков.

## Ботаническое описание
Isopogon divergens — кустарник высотой 0,3-2 м с красновато-коричневыми ветками. Листья 50-150 мм в длину на черешке длиной до 56 мм, перистые с цилиндрическими листочками шириной 1-1,5 мм. Цветки расположены в сферических, продолговатых или овальных, сидячих соцветиях — цветочных головках — диаметром 40-45 мм с яйцевидными обворачивающими прицветниками у основания соцветия. Цветки около 15-25 мм в длину, розовые, часто с лиловым оттенком и гладкие. Цветение происходит с августа по октябрь. Плоды представляют собой опушённые овальные орехи, сросшиеся в плодовую головку в форме сферического конуса длиной 15-25 мм.

Isopogon divergens
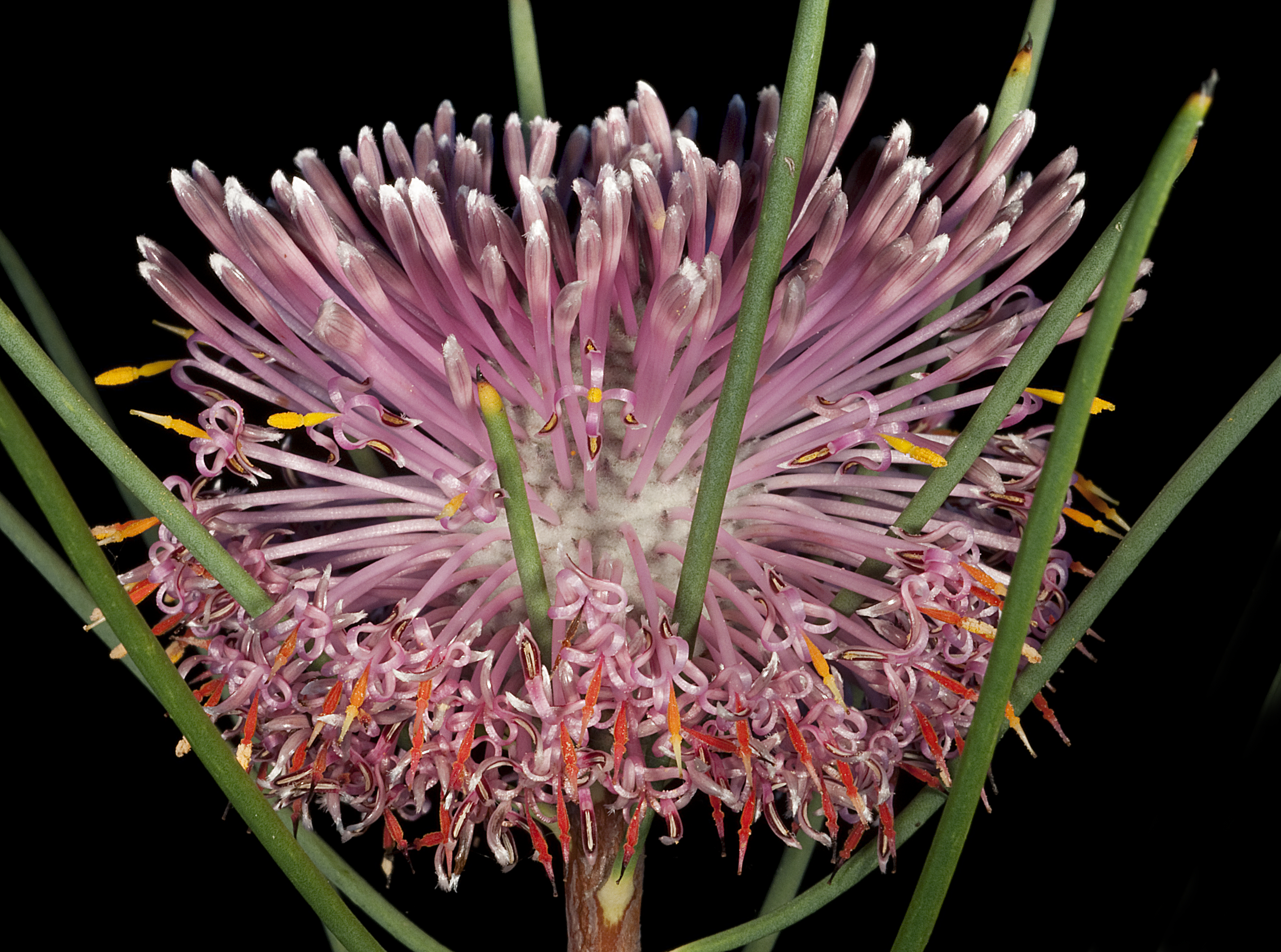
Соцветие
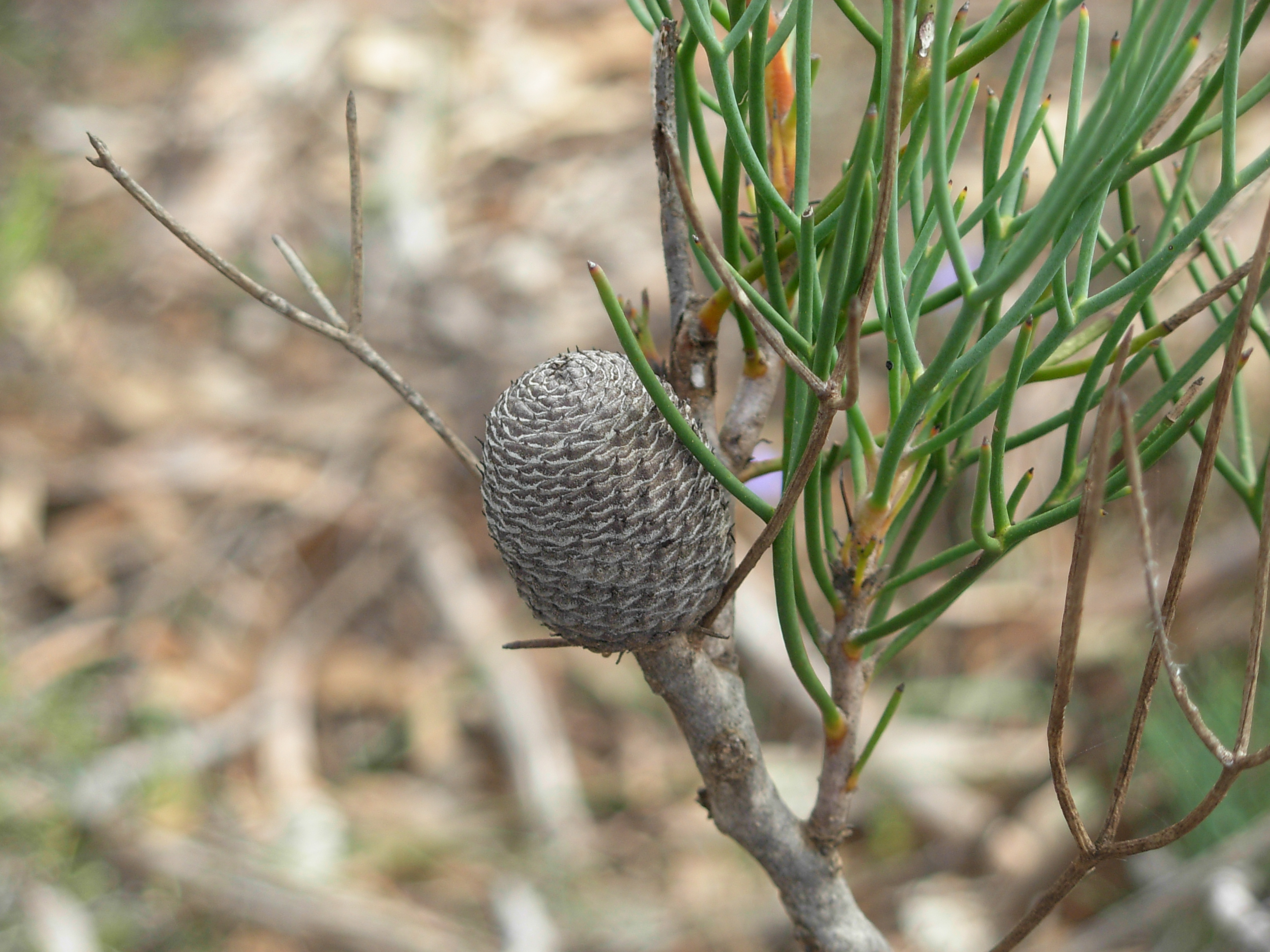
Плод

## Таксономия
Впервые этот вид был описан в 1830 году Робертом Броуном в Supplementum primum Prodromi florae Novae Hollandiae на основе образцов, собранных в 1827 году у реки Суон Чарльзом Фрейзером.

## Распространение и местообитание
Эндемик Западной Австралии. Растёт на эвкалиптовых пустошах и в кустарниках. Широко распространён между рекой Мерчисон и Грейс-Лейк в биогеографических регионах Эйвон-Уитбелт, Джералдтон-Сандплейн, Джаррах-Форест, Малли и прибрежной равнины Суон на юго-западе Западной Австралии.

## Охранный статус
Isopogon divergens классифицирован Министерством парков и дикой природы правительства Западной Австралии как «не находящийся под угрозой исчезновения». Международный союз охраны природы классифицирует природоохранный статус вида как «уязвимый».